# Moja gra (album D-Bomb)
Moja gra – pierwszy album zespołu D-Bomb wydany 13 czerwca 1997 r. Na płycie znalazło się 11 utworów oraz 4 dodatkowe utwory. Autorami muzyki i słów do wszystkich utworów byli bracia Bartosz i Jarosław Padyaskowie. Z albumu tego pochodzą pierwsze przeboje zespołu: "Moja gra", "Powiedz Mi" i "Smak zabawy".

## Lista utworów
1. Powiedz Mi - 4:27
2. O, Tak! O, Yeah! - 3:46
3. Moja gra - 4:35
4. Smak zabawy - 4:23
5. One, two, three... - 5:03
6. Wszystko, co robię - 4:14
7. Kochaj mnie - 5:20
8. Nagi zmrok - 4:36
9. Party Time - 5:51
10. Silver Rain of Africa - 5:01
11. In the Night - 5:28
12. O, Tak! O, Yeah! (DJ Arti Remix) - 5:03 (Bonus)
13. Powiedz Mi (No More Mix) - 5:09 (Bonus)
14. Wszystko, co robię (Slow Mix) - 3:51 (Bonus)
15. Moja gra (U.S. Remix) - 5:18 (Bonus)